# 2018-as wimbledoni teniszbajnokság
A 2018-as wimbledoni teniszbajnokság az év harmadik Grand Slam-tornája volt, amelyet 132. alkalommal rendeztek meg 2018. július 2−15. között Londonban. A mérkőzésekre az All England Lawn Tennis and Croquet Club wimbledoni füves pályáin került sor a klub és a Nemzetközi Teniszszövetség (ITF) közös rendezésében. A versenyen elért eredmények alapján szerzett pontok beszámítottak a WTA és az ATP pontversenyébe.
A férfiaknál a címvédő a svájci Roger Federer, a nőknél az előző évi győztes a spanyol Garbiñe Muguruza volt. Címüket nem tudták megvédeni. A férfiaknál a szerb Novak Đoković negyedszer nyerte a wimbledoni tornát, ezzel tizenharmadik Grand Slam-tornagyőzelmét szerezte, míg a nőknél a német Angelique Kerber először győzött ezen a pályán, összességében harmadik Grand Slam-győzelmét aratva.
A magyarok közül a nőknél Babos Tímea, a férfiaknál Fucsovics Márton a főtáblán indulhatott, míg Stollár Fanny és Balázs Attila a selejtezőben kezdte el a küzdelmeket. Stollár Fanny a selejtező első körében, Balázs Attila a második körében esett ki a további küzdelmekből, Babos a főtábla első körében kényszerült búcsúzni. Női párosban Babos Tímea Kristina Mladenoviccsal párban a főtáblán volt az első kiemelt, és a negyeddöntőig jutottak. Stollár Fanny a selejtezőben Georgina García Pérezzel a 4. kiemelt helyről indult, és a második körben vereséget szenvedtek, de visszalépés miatt szerencsés vesztesként mégis feljutottak a főtáblára, ahol első felnőtt Grand Slam főtáblás tornagyőzelmüket aratták az 1. körben a Mandy Minella–Anastasija Sevastova luxemburgi–lett páros elleni 6–1, 6–2 arányú győzelemmel. A második körben a később a döntőig jutó Nicole Melichar–Květa Peschke párostól szenvedtek vereséget. Férfi párosban Fucsovics Márton a német Mischa Zverevvel párban indult, de az első körben kiestek. A junior lányok versenyében Nagy Adrienn a főtáblán indult, és az 1. körben vereséget szenvedett. A junior lányok páros versenyén egy lengyel versenyzővel párban indult, de az 1. körön nem jutottak túl.

## Világranglistapontok
| Eredmény           | Férfi egyes | Férfi páros | Női egyes | Női páros |
| ------------------ | ----------- | ----------- | --------- | --------- |
| Győzelem           | 2000        | 2000        | 2000      | 2000      |
| Döntő              | 1200        | 1200        | 1300      | 1300      |
| Elődöntő           | 720         | 720         | 780       | 780       |
| Negyeddöntő        | 360         | 360         | 430       | 430       |
| 16 között          | 180         | 180         | 240       | 240       |
| 32 között          | 90          | 90          | 130       | 130       |
| 64 között          | 45          | 0           | 70        | 10        |
| 128 között         | 10          | –           | 10        | –         |
| Főtáblára jutás    | 25          | –           | 40        | –         |
| Selejtező (3. kör) | 16          | –           | 30        | –         |
| Selejtező (2. kör) | 8           | –           | 20        | –         |
| Selejtező (1. kör) | 0           | –           | 2         | –         |

## Pénzdíjazás
A torna teljes díjazása 2018-ban 34 000 000 angol font, amely 7,6%-os emelkedés az előző évihez képest. A férfi és női egyéni győztes 2,2 5 millió angol fontot kap, 50 000 fonttal többet, mint az előző évben, de a párosok díjazása is emelkedik.
| Eredmény           | Egyes*      | Páros**                   | Vegyes páros**            |
| Győzelem           | 2 250 000 £ | 450 000 £                 | 110 000 £                 |
| Döntő              | 1 125 000 £ | 225 000 £                 | 55 000 £                  |
| Elődöntő           | 562 000 £   | 112 000 £                 | 27 500 £                  |
| Negyeddöntő        | 281 000 £   | 56 000 £                  | 13 750 £                  |
| 16 között          | 163 000 £   | 29 000 £                  | 6500 £                    |
| 32 között          | 100 000 £   | 17 750 £                  | 3250 £                    |
| 64 között          | 63 000 £    | 11 500 £                  | 1625 £                    |
| 128 között         | 39 000 £    | –                         | –                         |
| Selejtező (döntő)  | 19 500 £    | *Nemenként **Csapatonként | *Nemenként **Csapatonként |
| Selejtező (2. kör) | 9750 £      | *Nemenként **Csapatonként | *Nemenként **Csapatonként |
| Selejtező (1. kör) | 4875 £      | *Nemenként **Csapatonként | *Nemenként **Csapatonként |

## Döntők

### Férfi egyes
- Novak Đoković –  Kevin Anderson, 6–2, 6–2, 7–6(3)

### Női egyes
- Angelique Kerber –  Serena Williams, 6–3, 6–3

### Férfi páros
- Mike Bryan /  Jack Sock –  Raven Klaasen /  Michael Venus, 6–3, 6–7(7), 6–3, 5–7, 7–5

### Női páros
- Barbora Krejčíková /  Kateřina Siniaková –  Nicole Melichar /  Květa Peschke, 6–4, 4–6, 6–0

### Vegyes páros
- Alexander Peya /  Nicole Melichar –  Jamie Murray /  Viktorija Azaranka, 7–6(1), 6–3

### Juniorok

#### Fiú egyéni
- Tseng Chun-hsin –  Jack Draper, 6–1, 6–7(2), 6–4

#### Lány egyéni
- Iga Świątek –  Leonie Küng, 6–4, 6–2

#### Fiú páros
- Yankı Erel /  Otto Virtanen –  Nicolás Mejía /  Ondřej Štyler, 7–6(5), 6–4

#### Lány páros
- Vang Hszin-jü /  Vang Hszi-jü –  Caty McNally /  Whitney Osuigwe, 6–2, 6–1